# アスレティック220FC
アスレティック220FC（英: Athletic 220 FC, モンゴル語: Атлетик 220）は、モンゴル国の首都ウランバートルを本拠とするプロサッカークラブである。

## 概要
2016年設立。同年モンゴル・ファーストリーグに参戦して2位に入り、モンゴル・ナショナルプレミアリーグに昇格。2018年にMFFカップで優勝。2020年にはナショナルプレミアリーグを制覇してAFCカップ2021出場権を獲得した。なお、モンゴルのクラブがAFCカップのグループステージに進出するのは初のことであり、グループJで香港の東方足球隊と理文足球会、台湾の台南市台湾鋼鉄足球隊と対戦することになった。

## タイトル
- モンゴル・リーグ 優勝 (2) : 2020, 2021
- モンゴル・カップ 優勝 (1) : 2018

## 歴代所属選手
- ムンフエルデネ・エンフタイバン（英語版） 2017-
- ナランボルド・ニャムオソル（英語版） 2017-
- 毛利栄佑 2017
- 辻村剛史 2017
- 田代主水 2017
- 村田勝利 2018-2019
- 橋口倫人 2018-2019
- 渡邉卓矢 2019
- 宮崎壮朗 2020
- エンフビレグ・プレブドルジ（英語版） 2021-
- 立石爽志 2021-
- 岩橋聡志 2021-
- 長谷川務 2022-

## 歴代監督
- ガリドマグナイ・バヤスガラン 2020